# Livia Canestraro
Livia Canestraro (Rome, 1936) is een Belgische beeldhouwster en schilder. Ze werkte overwegend samen met haar echtgenoot Stefaan Depuydt.

## Gekende Beelden
Brugge
- 't Zand : fontein beeldengroep (geplaatst in 1978-1982[1]; weggenomen in 2018 bij de herinrichting van het plein. Ontvreemd en gesmolten door metaaldieven.)
- Burg: beeld van de geliefden (geplaatst in 1990)[2]
- Stadhuis: beelden in de gevel
- Gedenksteen als hulde aan Pierre Vandamme[3]

## Privéleven
Ze was gehuwd met Stefaan Depuydt.
- RKD-Nederlands Instituut voor Kunstgeschiedenis: 15101